# Kanvas

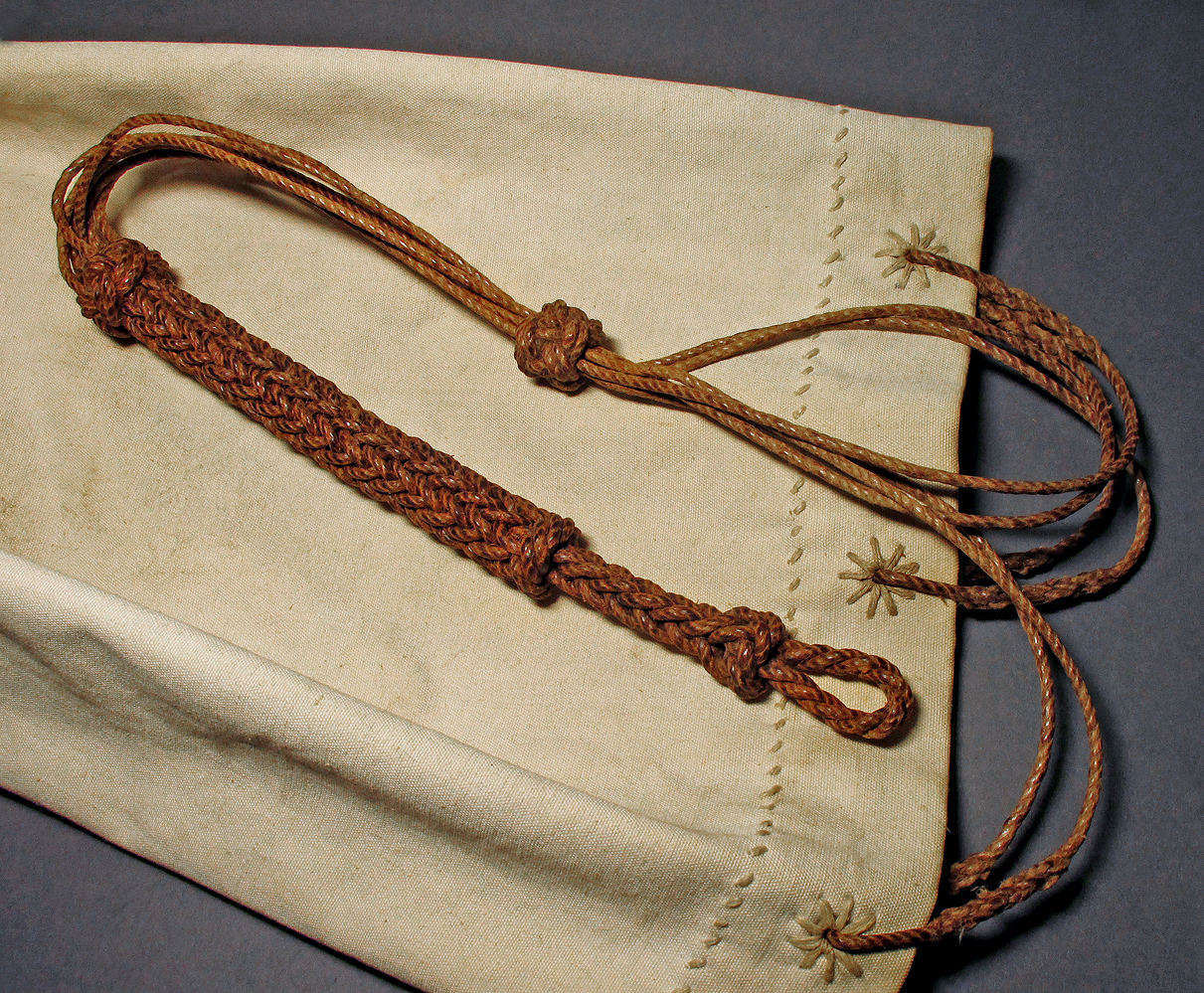
Sjömanssäck av segelduk.

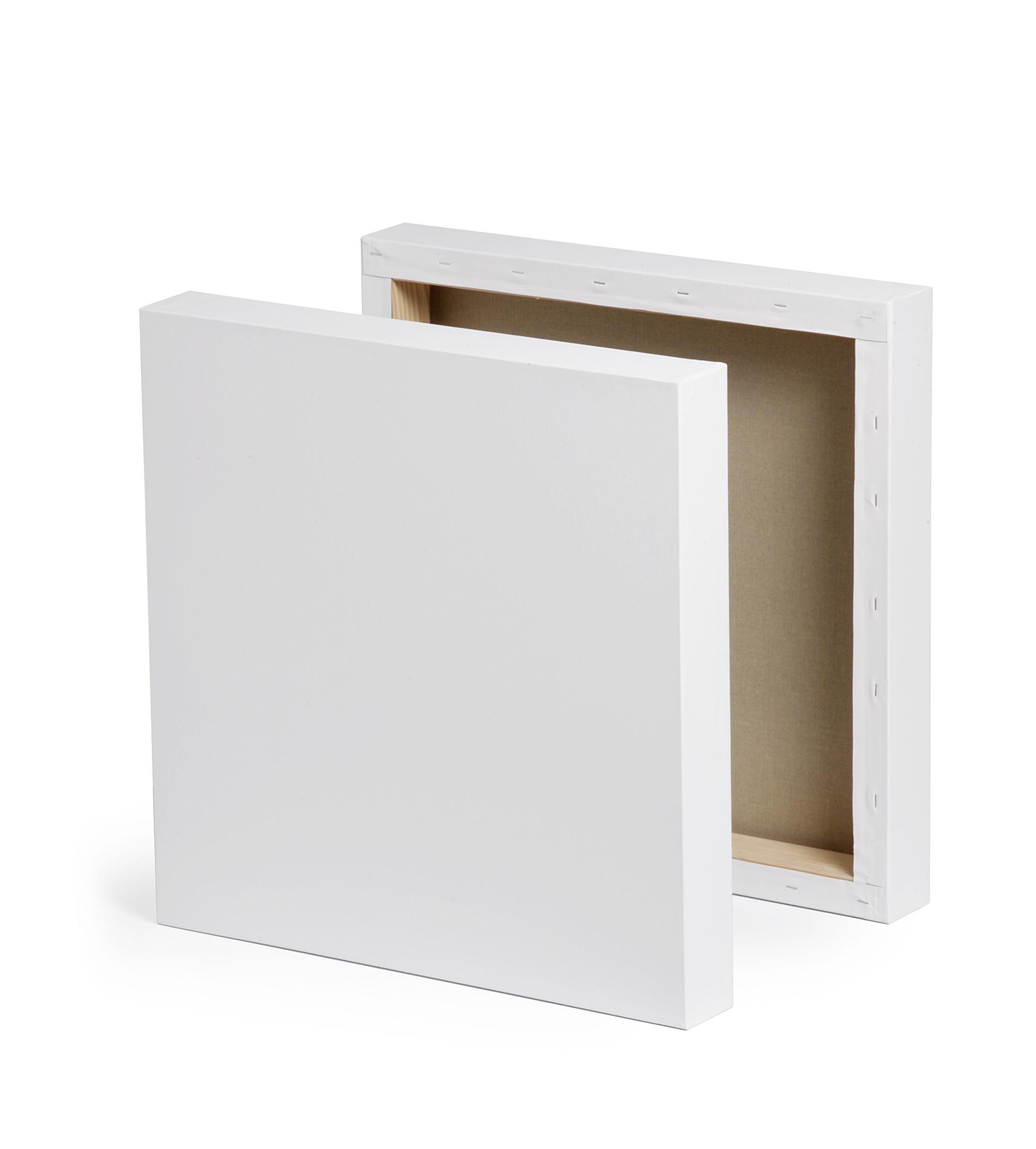
Kanvasduk spänd över träram.

Kanvas, även stavat canvas, eller segelduk (ålderdomligt: slaglärft), är ett kraftigt och tåligt tygmaterial med en måttligt hopslagen grovtrådig väv i tuskaftbindning. Den används för tillverkning av bland annat segel, tält, markiser, skor och andra produkter där slittålighet krävs. Dagens kanvas är vanligen bomull, men förekommer även i lingarn, jute och i syntetfiber.

## Användning
För målardukar används ett kraftigt tyg som oftast är vävd just i tuskaft, av linne eller bomull, alternativt ett syntetmaterial, såsom polyester. Duken brukar då spännas upp på en kilram, eller en pannå, och grunderas för att fungera som målningsunderlag.
Det har blivit populärt att framkalla fotografiska bilder på kanvas till tavlor. Det finns även "fuskkanvas", det vill säga fotografiskt papper, som manglats mellan räfflade valsar, så att pappersytan får en linne-struktur. Den färdiga bilden liknar då en målning. Metoden används även för att göra fotografiska reproduktioner av verkliga originalmålningar i olja.
Kanvas användes tidigare som armering i gummidäck för cyklar och bilar; idag armerar man med andra material.
I sportens värld kan boxningsringens golv på engelska benämnas "the canvas" — kanvasen.
Kanvas har använts till att täcka båtars däck och ruff för att efter målning hindra vatten att tränga in. Den ojämna ytan ger även visst halkskydd. Även båtar har byggts helt med kanvas som beklädnad direkt utanpå en gles bordläggning av smala ribbor på spanten, till exempel olika kanoter. (Kajaker, kanadensare samt den irländska curragh och andra ribb-byggda båtar.)